# Walter Huston
Pour les articles homonymes, voir Huston.
Walter Huston, de son nom complet Walter Thomas Huston, est un acteur américano-canadien d'ascendance irlando-écossaise, né à Toronto (Canada) le 6 avril 1883, mort le 7 avril 1950 à Hollywood, Californie, États-Unis. Il est le père de l'acteur et réalisateur John Huston, le grand-père des acteurs et réalisateurs Anjelica Huston et Danny Huston, ainsi que l'arrière-grand-père de l'acteur Jack Huston.

## Biographie
Il commença sa carrière sur les planches avant de gagner Hollywood et de devenir l'une des premières grandes vedettes de l'ère du cinéma parlant avec des films comme Le Code criminel ou Dodsworth. Il remporta l'Oscar du meilleur acteur dans un second rôle pour Le Trésor de la Sierra Madre réalisé par son fils John Huston.
Il mourut des suites d'une rupture d'anévrisme cardiaque, un jour après son 67e anniversaire.

## Filmographie
- 1929 : Gentlemen of the Press de Millard Webb
- 1929 : The Lady Lies de Hobart Henley
- 1929 : Le Virginien de Victor Fleming
- 1930 :  Sous le maquillage de Robert Milton
- 1930 : Abraham Lincoln de D. W. Griffith
- 1930 : The Bad Man de  Clarence G. Badger
- 1930 : The Virtuous Sin de George Cukor et Louis J. Gasnier
- 1931 :  Orages de William Wyler
- 1931 : The Star Witness de William A. Wellman
- 1931 : Le Code criminel (The Criminal Code) de Howard Hawks
- 1931 : The Ruling Voice de Rowland V. Lee
- 1932 : La Ruée de Frank Capra
- 1932 : La Femme de Monte Carlo de Michael Curtiz
- 1932 : The Wet Parade de Victor Fleming
- 1932 : Night Court de W. S. Van Dyke
- 1932 : Kongo de William J. Cowen
- 1932 : Pluie (Rain) de Lewis Milestone
- 1932 : Law and order de Edward L. Cahn
- 1932 : La Bête de la cité de Charles Brabin
- 1933 : Conflits (Hell Below) de Jack Conway
- 1933 : Rhapsodie amoureuse (Storm at Daybreak) de Richard Boleslawski
- 1933 : Ann Vickers de John Cromwell
- 1933 : Un cœur, deux poings (The Prizefighter and the Lady) de W. S. Van Dyke
- 1933 : Gabriel au-dessus de la Maison-Blanche (Gabriel over the White House) de Gregory La Cava
- 1934 : Keep 'Em Rolling de George Archainbaud
- 1935 : Trans-Atlantic Tunnel de Maurice Elvey
- 1936 : Jeunesse perdue (Dodsworth) de William Wyler
- 1936 : Rhodes of Africa de Berthold Viertel
- 1938 : Of Human Hearts de Clarence Brown
- 1939 : La Lumière qui s'éteint de William A. Wellman
- 1941 : Le Faucon maltais de John Huston
- 1941 : Shanghaï (The Shanghai Gesture) de Josef von Sternberg
- 1941 : L'Étang tragique de Jean Renoir
- 1941 : Tous les biens de la terre (All That Money Can Buy / The Devil and Daniel Webster) de William Dieterle
- 1942 : La Glorieuse Parade de Michael Curtiz
- 1942 : Always in My Heart de Jo Graham
- 1942 : L'amour n'est pas en jeu de John Huston
- 1943 : December 7th de John Ford et Gregg Toland
- 1943 : Mission à Moscou (Mission to Moscow) de Michael Curtiz
- 1943 : Le Banni (The Outlaw) de Howard Hughes
- 1943 : L'Étoile du Nord (The North Star) de Lewis Milestone
- 1943 : L'Ange des ténèbres de Lewis Milestone
- 1944 : Les Fils du dragon de Jack Conway et Harold S. Bucquet
- 1945 : Dix Petits Indiens de René Clair
- 1946 : Le Château du dragon de Joseph L. Mankiewicz
- 1946 : Duel au soleil de King Vidor
- 1948 : Le Trésor de la Sierra Madre de John Huston
- 1948 : Belle Jeunesse de Rouben Mamoulian
- 1949 : Passion fatale de Robert Siodmak
- 1950 : Les Furies  de Anthony Mann

## Anecdotes
Il créa sur scène (dans la comédie musicale Knickerbocker Holiday jouée à Broadway en 1938) et sur disque le standard September Song de Kurt Weill et Maxwell Anderson.

## Distinctions
- Golden Globes 1949 : Golden Globe du meilleur acteur dans un second rôle pour Le Trésor de la Sierra Madre
- Oscars 1949 : Oscar du meilleur acteur dans un second rôle pour Le Trésor de la Sierra Madre